# Lindesbergs kommun
Lindesbergs kommun är en kommun i Örebro län och i landskapet Västmanland, samt en liten del vid Malingsbo-Kloten tillhör landskapet Dalarna. Centralort är Lindesberg.

## Administrativ historik
Kommunens område motsvarar socknarna: Fellingsbro, Linde (före 1928 benämnd Lindesbergs socken/landskommun), Näsby, Ramsberg och en mindre del av Malingsbo socken. I dessa socknar bildades vid kommunreformen 1862 landskommuner med motsvarande namn. I området fanns även Lindesbergs stad som 1863 bildade en stadskommun.
Fellingsbro municipalsamhälle inrättades 8 november 1911 och upplöstes årsskiftet 1957/1958. Frövi municipalsamhälle inrättades 19 november 1914 och upplöstes årsskiftet 1954/1955 när Frövi köping bildades genom ombildning av Näsby landskommun.
Kommunreformen 1952 påverkade inte indelningarna i området, dock uppgick Malingsbo landskommun i Söderbärke landskommun. 1963 överfördes ett område kring Malingsbo-Kloten med 3 invånare och en areal på 2,01 kvadratkilometer från Söderbärke landskommun i Dalarna till Ramsbergs landskommun där området samtidigt bytte länstillhörighet.
1969 införlivades Linde landskommun i Lindesbergs stad.
Lindesbergs kommun bildades vid kommunreformen 1971 av Lindesbergs stad, Frövi köping samt Fellingsbro och Ramsbergs landskommuner.
Kommunen ingick från bildandet till 14 februari 2005 i Lindesbergs domsaga och ingår sen dess i Örebro domsaga.
Kommunen ingår sedan 2012 i Förvaltningsområdet för finska.

## Geografi
Kommunen ligger i Bergslagen och Västra Mälardalen och samarbetar med intilliggande kommuner i KNÖL-gruppen (Kommuner i Norra Örebro Län): Nora, Ljusnarsberg och Hällefors.

### Topografi och hydrografi
Kommunen präglas av en berggrund huvudsakligen bestående av graniter och vulkaniter, de senare ofta innehållande flera malmförekomster. Den uppspruckna berggrunden ger upphov till dalgångar där sjöar och myrmarker är vanliga inslag.
I den norra delen av kommunen dominerar skogklädda hällmarker, ibland täckta av ett tunt lager morän. I den nordligaste delen återfinns en del av Malingsbo-Klotens naturvårdsområde, kännetecknat av höglänt terräng och kuperad barrskog med rika förekomster av tjärnar och sjöar.
I de södra delarna, såsom kring Sällinge, Finnåker och Fellingsbro, finns större områden med uppodlade lermarker. Isälvsavlagringar, exempelvis Fellingsbroåsen, är vanliga inslag i kommunens landskap och bidrar till dess variation och karaktär.

### Administrativ indelning
Fram till 2016 var kommunen för befolkningsrapportering indelad i
- Fellingsbro församling
- Guldsmedshyttans församling
- Linde bergslags församling
- Näsby församling

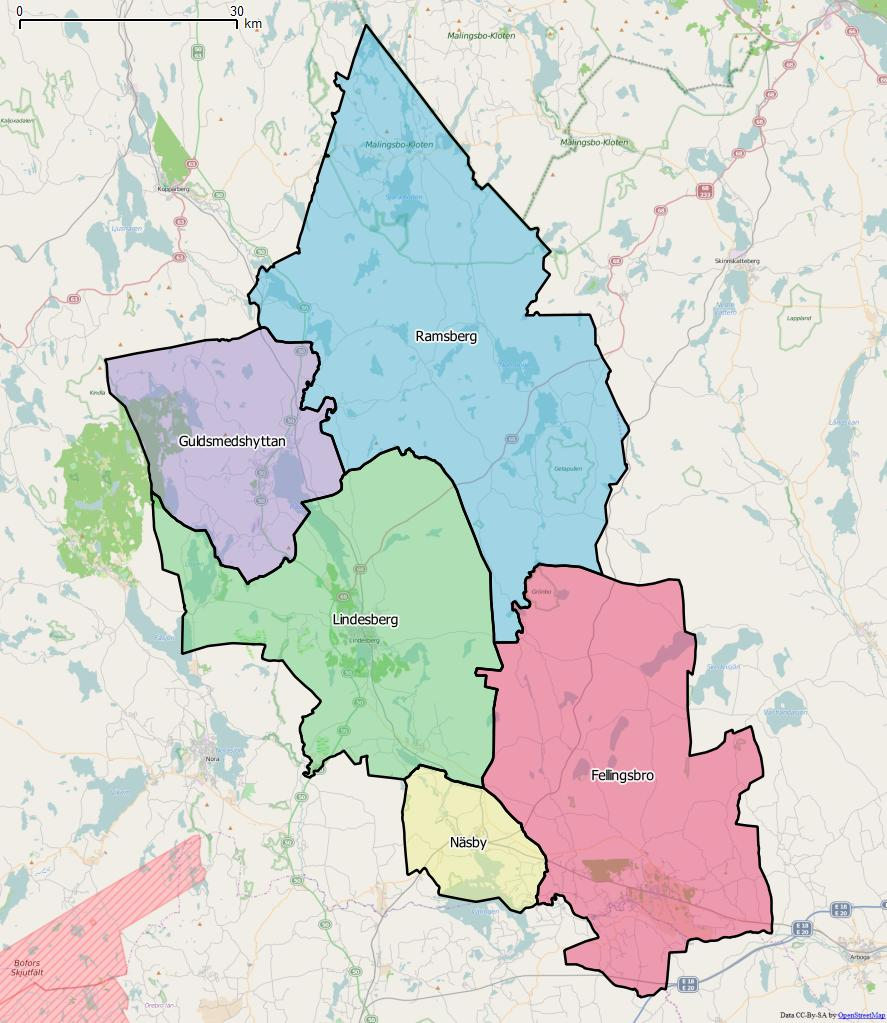
Distrikt inom Lindesbergs kommun.

Från 2016 indelas kommunen i följande distrikt:
- Fellingsbro
- Guldsmedshyttan
- Lindesberg
- Näsby
- Ramsberg

### Tätorter
Vid Statistiska centralbyråns tätortsavgränsning den 31 december 2020 fanns det nio tätorter i Lindesbergs kommun.
| Nr | Tätort      | Folkmängd |
| -- | ----------- | --------- |
| 1  | Lindesberg  | 9 745     |
| 2  | Frövi       | 2 559     |
| 3  | Storå       | 1 929     |
| 4  | Fellingsbro | 1 432     |
| 5  | Vedevåg     | 672       |
| 6  | Gusselby    | 272       |
| 7  | Rockhammar  | 270       |
| 8  | Stråssa     | 262       |
| 9  | Ramsberg    | 202       |

Centralorten är i fet stil.

## Styre och politik

### Styre
Mandatperioden 2010–2014 styrdes kommunen av de rödgröna som samlade 23 av 45 mandat i kommunfullmäktige. Efter valet 2014 styrdes kommunen av en blocköverskridande koalition bestående av Centerpartiet och Socialdemokraterna. Partierna ingick dessutom en valteknisk samverkan med Vänsterpartiet. Socialdemokraterna tappade mandat i valet 2018 varför Vänsterpartiet inkluderas i den ordinarie styrande koalitionen.
Under mandatperioden 2022–2026 styrdes kommunen till en början av en fempartikoalition bestående av Moderaterna, Kristdemokraterna, Sverigedemokraterna, Liberalerna och Landsbygdspartiet oberoende. Våren 2024 lämnade Landsbygdspartiet oberoende koalitionen. De övriga fyra partierna blev kvar vid makten, men nu som ett minoritetsstyre.

### Kommunfullmäktige

#### Presidium
| Presidium 2022–2026    | Presidium 2022–2026 | Presidium 2022–2026   |
| ---------------------- | ------------------- | --------------------- |
| Ordförande             | S                   | Arnold Bengtsson      |
| Förste vice ordförande | M                   | Monika Klockars       |
| Andre vice ordförande  | SD                  | Roseel Siewertsdotter |

#### Mandatfördelning 1970–2022
|  | 24 | 13 | 6 |  | 4 |

| 41 | 8 |

| 2 | 22 | 16 | 4 |  | 4 |

| 40 | 9 |

| 2 | 22 | 15 | 4 |  | 5 |

| 37 | 12 |

| 2 | 23 | 13 | 4 |  | 6 |

| 38 | 11 |

| 2 | 25 |  | 11 | 2 |  | 7 |

| 37 | 12 |

| 2 | 24 | 2 | 9 | 4 |  | 7 |

| 30 | 19 |

| 2 | 23 | 3 | 9 | 4 | 2 | 6 |

| 33 | 16 |

| 2 | 18 |  | 5 | 7 | 3 | 3 | 6 |

| 31 | 14 |

| 4 | 21 | 2 | 3 | 6 | 2 |  | 6 |

| 24 | 21 |

| 5 | 18 | 2 | 3 | 6 |  | 4 | 6 |

| 28 | 17 |

| 3 | 20 | 2 | 2 | 7 | 3 | 3 | 5 |

| 24 | 21 |

| 3 | 18 | 2 |  | 10 | 2 | 2 | 7 |

| 22 | 23 |

| 2 | 19 | 2 | 4 | 6 | 2 | 2 | 8 |

| 26 | 19 |

| 2 | 18 | 2 | 8 | 6 |  |  | 7 |

| 23 | 22 |

| 3 | 14 |  | 9 |  | 6 |  | 2 | 8 |

| 29 | 16 |

| 3 | 13 |  | 10 | 2 | 4 |  | 2 | 9 |

| 28 | 17 |

### Nämnder

#### Kommunstyrelse
Kommunstyrelsen i Lindesbergs kommun består av 15 ordinarie ledamöter. De har även ett utskott, Kommunstyrelsens arbetsutskott om sju ledamöter. Till stöd för sitt arbete har kommunstyrelsen en förvaltning; kommunstyrelseförvaltningen.
Nedan presenteras kommunstyrelsens presidium mandatperioden 2022–2026.
| Nämnd           | Ordförande | Ordförande     | Vice ordförande | Vice ordförande |
| --------------- | ---------- | -------------- | --------------- | --------------- |
| Kommunstyrelsen | M          | Tomas Klockars | SD              | Tom Persson     |

#### Övriga nämnder
| Nämnd                        | Ordförande | Ordförande       | Vice ordförande | Vice ordförande     |
| ---------------------------- | ---------- | ---------------- | --------------- | ------------------- |
| Socialnämnden                | SD         | Jari Mehtäläinen | M               | Monika Klockars     |
| Barn- och utbildningsnämnden | M          | Lillemor Bodman  | SD              | Fredrik Rosenbecker |
| Tillväxtnämnden              | SD         | Tom Persson      | M               | Conny Ärlerud       |
| Valnämnden                   | SD         | Tommy Lönnström  | M               | Göran Gustavsson    |

## Ekonomi och infrastruktur

### Näringsliv
Historiskt sett har bergsbruket i varit stort i Linde bergslag och inom den nuvarande kommunens gränser. De sista större järnmalmsgruvorna fanns i Storå och Stråssa och stängdes 1977 respektive 1983. Kvar i drift finns sulfidmalmsgruvan Lovisagruvan utanför Stråssa samt North Cape Minerals (f.d. Forshammars Bergverk) som bryter fältspat i kommunens nordöstra del.
Näringslivet är numera mer varierat med ökad betydelse för service- och tjänstenäringen. De största arbetsgivarna är kommunen själv, och Lindesbergs lasarett som drivs av Örebro läns landsting. Bland större arbetsgivare i centralorten märks ArvinMeritor, Por Pac (Fagerdala Foams) och Liab.
Av den traditionella järnhanteringen har två större företag överlevt; gjuteriet Global Castings Guldsmedshyttan (f.d. Guldsmedshytte Bruk) i Guldsmedshyttan samt verktygstillverkaren Wedevåg Tools i Vedevåg.
Sedan slutet av 1800-talet har skogsindustrin växt i allt större omfattning, och domineras idag av Billerud med verksamhet i Frövi (se Frövifors) och Rockhammar. I Oppboga finns det mindre Oppboga Bruk.

### Infrastruktur

#### Transporter
Genom kommunen löper järnvägen från Hallsberg via Frövi till Ludvika. Dessutom passerar både riksvägarna 60 och 68 genom området, tillsammans med länsväg 249.

## Befolkning

### Befolkningsutveckling
Kommunen har 23 141 invånare (31 december 2024), vilket placerar den på 112:e plats avseende folkmängd bland Sveriges kommuner.
| Befolkningsutvecklingen i Lindesbergs kommun 1970–2020 | Befolkningsutvecklingen i Lindesbergs kommun 1970–2020 | Befolkningsutvecklingen i Lindesbergs kommun 1970–2020 | Befolkningsutvecklingen i Lindesbergs kommun 1970–2020 | Befolkningsutvecklingen i Lindesbergs kommun 1970–2020 |
| ------------------------------------------------------ | ------------------------------------------------------ | ------------------------------------------------------ | ------------------------------------------------------ | ------------------------------------------------------ |
|                                                        |                                                        |                                                        |                                                        |                                                        |
| År                                                     |                                                        |                                                        | Folkmängd                                              |                                                        |
| 1970                                                   | 1970                                                   |                                                        | 24 163                                                 |                                                        |
| 1975                                                   | 1975                                                   |                                                        | 24 545                                                 |                                                        |
| 1980                                                   | 1980                                                   |                                                        | 24 956                                                 |                                                        |
| 1985                                                   | 1985                                                   |                                                        | 24 631                                                 |                                                        |
| 1990                                                   | 1990                                                   |                                                        | 24 663                                                 |                                                        |
| 1995                                                   | 1995                                                   |                                                        | 24 835                                                 |                                                        |
| 2000                                                   | 2000                                                   |                                                        | 23 525                                                 |                                                        |
| 2005                                                   | 2005                                                   |                                                        | 23 228                                                 |                                                        |
| 2010                                                   | 2010                                                   |                                                        | 23 034                                                 |                                                        |
| 2015                                                   | 2015                                                   |                                                        | 23 562                                                 |                                                        |
| 2020                                                   | 2020                                                   |                                                        | 23 658                                                 |                                                        |

## Kultur

### Evenemang
- Lindemarken, årligt återkommande marknad i september.
- Linde vårdagar, årligt återkommande evenemang på våren. Det sträcker sig över en helg då Lindesbergs kommun och handlare ordnar diverse vårrelaterade aktiviteter.

### Kulturarv
Intressanta turistmål i kommunen är Skolmuseet i Munkhyttan, Siggebohyttans bergsmansgård, Fornaboda travbana, Lucifers Kyrka, Löa hytta, Lindesbergs kyrka, Linde Golfklubb, Malingsbo-Klotenområdet, Bergslagsleden samt Stupan i Oppeby, Fellingsbro socken.

### Kommunvapen
Blasonering: I fält av silver en grön lind uppväxande från ett grönt treberg.
Vapnet bygger på en bild i staden Lindesbergs privilegiebrev från 1645. Vapnet är ett talande vapen – en lind på ett berg – och den nya kommunen hette också Lindesberg varför det föll sig naturligt att låta registrera det för denna år 1975. Efter kommunbildningen 1971 förlorade Frövis och Ramsbergs vapen giltighet.

Ramsbergs landskommun (1961–70)
Frövi köping (1954–70)